# العقم عند المرأة
العقم عند المرأة (بالإنجليزية Female infertility).هو حالة من الاضطرابات تحدث للنساء، لاسباب عديدة قد تكون معروفة أو مجهولة.
تنخفض خصوبة السيدات بشكل طبيعي بداية من سن 30 تقريبا، عندما يحدث انخفاض في كمية ونوعية البويضات.
واظهرت الأبحاث أن سيدة من بين كل سبع سيدات تتراوح أعمارهن بين 30 و34 سيكون لديهن مشكلة في الحمل. بين 35 و39 تتغير النسبة إلى واحدة بين كل خمس سيدات، وحينما تصل السيدة إلى ما بين 40 و45 عام تصبح النسبة واحدة بين كل أربع سيدات.

## أنواعه
يقسم العقم عند المرأة إلى نوعين:
1- العقم الأولي: وهو العقم الذي يصيب المرأة منذ بداية حياتها الجنسية أو زواجها. والتي تعود اسبابه
عادة لأمراض غدية أو هرمونية، أو لعدم نضوج الأعضاء التناسلية لأسباب تكوينه. ترتفع نسبة العقم الاولي في البلدان الباردة.
2- العقم الثانوي: هو الذي يصيب المرأة بعد إنجاب طفل أو طفلين أو بعد إجراء عملية إجهاض لها.
ينجم عن مضاعفات الولادة، أو الإجهاض وجميع الالتهابات التي قد تصيب الرحم والنفرين.
ترتفع نسبة العقم النسبي الثانوي في البلدان النامية.

## الأسباب
يوجد أسباب عديدة لحالات العقم لدى النساء، ولكن الجدير بالذكر أنه كلما زاد عمر المرأة كلما قلت نسبة حدوث الحمل.
1- أسباب مهبلية وهي:
- انسداد المهبل يمنع إدخال العضو الذكري بالمهبل كما في حالات عدم فض غشاء البكارة، إذا كان غشاء البكارة سميك جداً وكذلك في حالات ضيق المهبل الشديد.
- التهابات في جدار المهبل تمنع حدوث الجماع.
2- أسباب تتعلق بعنق الرحم: يقدر تقريباً بـ 5% من حالات العقم عند المرأة. حيث يكون عنق الرحم هو الحاجز الأول التي يجب على الحيوانات المنوية اجتيازه أو اختراق افرازاته للوصول إلى الرحم وأي تغير في طبيعة هذه الإفرازات العنقية أو المخاط العنقي قد يعيق دخول الحيوانات المنوية أو يمنعها أو حتى يقتلها ويعود ذلك (لوجود التهابات) أو جراحات سابقة على عنق الرحم أو بتأثير اضطرا بات هرمونية أو حتى تشوهات خلقية وهي قليلة ونادرة.ومن اسبابه:
أ- تثخن المادة المخاطية في عنق الرحم وسماكتها، مما يعيق وصول السائل المنوي إلى المبيض ليتم التلقيح.
ب-استئصال شكل مخروطي من الرحم Cone Biopsy أو علاج عنق الرحم بالليزر أو بالكي الشديد.حيث إن قلة المخاط في عنق الرحم يعيق مرور الحيوان المنوي، وقد تكون المادة المخاطية في بعض الأحيان كثيفة إلى الدرجة التي تمنع مرور الحيوان المنوي.
ج - وجود أجسام مضادة تعمل على قتل الحيوانات المنوية، حيث أن عنق الرحم أكثر الأجزاء التناسلية قدرة على إنتاج الأجسام المضادة.
د - في حالات انسداد عنق الرحم (وهذه حالات قليلة)
3- أسباب تتعلق بالرحم: وتشمل وجود أورام ليفيه أو زوائد لحمية أو التصاقات نتيجة التهابات أو مداخلات جراحية سابقة أو تشوهات خلقية وهذا كله يعيق تعشيش البويضة الملقحة في غشاء باطن الرحم لتنمو وتكبر.والمضعفات المتعلقة باسباب الرحم هي:
أ- التشوهات الخلقية: وهي كثيرة واغلبها يسبب الإجهاض أو عدم القدرة على الحمل والإنجاب، ومن أهم هذه التشوهات وجود حاجز في تجويف الرحم (Septate Uterus).أو ان يكون الرحم ذا قرنين Bicornuate Uterus، أو رحم ذو قرن اضافي Rudimentary Horn.أو وجود تشوهات في قناة فالوب.
ب- التصاقات داخل الرحم.أو التهابات في الرحم أو جرح ناتج عن استئصال ورم ليفي سابق، حيث تكون الدورة الشهرية غير منتظمة في هذه الحالة وقليلة.
ا
ج- الأورام الليفية الحميدة: وهي ورم في عضلة الرحم قد يسبب نتوء في فجوة الرحم حسب موقعه، وهو عادة لا تكون سبب رئيسي يسبب في العقم إلا إذا أثر بشكل كبير على تجويف الرحم.
د- تيبس الرحم: الذي يحدث بعد إصابة المرأة بمرض التهابات بطانة الرحم،
ه-وجود زوائد لحمية إنّ سبب الزوائد اللحمية في بطانة الرّحم غير واضح.إلا أن بعض الباحثين يربطونها بزيادة الاستروجين estrogen في الجسم من المعالجة بالهرمونات أو بسبب وجود بعض الأورام المبيضية. هذه الزوائد تنمو في بطانة الرحم، اما أن تكون صغيرة وهذه لا تسبب مشكلة في الحمل، أو تكون كبيرة أو زوائد لحمية متعدّدة ممكن أن تسبب الإجهاض أو تؤثر على القدرة على الإنجاب أو قد تسبب نزف شاذ بين فترات الحيضية (الدورة الشهرية).
و- تضخم الرحم الكلي Adenomyosis: وهي حالة يتضخم فيها الرحم وتشكو السيدة من ألم في الدورة الشهرية.
4- قناتي فالوب:-خلل في الأنابيب أو ما يسمى بقناتي فالوب أو البوقين. يقدر هذا بـ 30-40% من أسباب العقم في المرأة. تعتبر الأنابيب ذات وظيفة ناقلة للبويضة أولاً حيث يتلقف الأنبوب البويضة من المبيض ويسهل انزلاقها داخلة، ثم لتلتقي بالنطفة ويتم التلقيح وتتابع البويضة الملقحة طريقها إلى الرحم. يكون الخلل بوجود تشوه خلقي بغياب الأنبوب مثلا أو وجود التهاب حوضي سابق أدى إلى انسداد في الأنبوب كلي أو جزئي في طرف واحد أو طرفين، داخل أو خارج الأنبوب لتعيق سير البويضة الطبيعي ومن ثم وصولها في الوقت المناسب إلى الرحم للتعشيش والتطور والنمو.ومن اعراض قناتي فالوب:
أ-تلف عضلات قناة فالوب الالتهابات المزمنة: حيث تسبب احتقان القناتين وإذا بلغ المقطع العرضي للاحتقان أكثر من 3 سم فإنه يغلق القناة ويمنع مرور البويضة، كذلك تسبب الالتهابات المزمنة الالتصاقات، حيث تؤثر على حركة القناتين وتبطؤها وهذا يعمل على عدم وصول البويضة في الوقت المناسب لعملية الإخصاب، وقد تؤثر الالتصاقات على عمل المبيضين خصوصاً إذا كانت الالتصاقات شديدة.
تسمى الالتهابات المزمنة والتي بدورها قد تسبب انسداد في قناة فالوب أو حدوث التصاقات مما يؤدي إلى اضطراب في التقاط البويضة من قبل قناة فالوب أو في حركة البويضة المخصبة داخل أنبوب الرحم.
إن التهابات منطقة الحوض المزمنة (PID) قد يكون سببه جرثومة مثل العقديات والكولاي Streptococcus &) E.coli)أو بعض الأمراض التناسلية التي تنتقل عن طريق ممارسة الجنس مثل مرض السيلان وجرثومة الكلاميديا (Clamydia) أو الإصابة بمرض السل. ويجب الملاحظة أنّ مرض التهاب الحوض، قد يؤثر على المبيض ويؤدي إلى الارتباك في وظيفته، وخصوصاً عندما يسبب التصاقات وتكون التصاقات شديدة وإذا أدت الالتهابات المزمنة إلى تلف في قناة فالوب فالمعالجة تكون جراحية عادة وتعتمد على درجة التلف ومنطقة التلف.
ب-تلف نهاية القناتين (الأهداب): أي ان تكون قناة فالوب منتفخة لوجود انسداد في نهايتها.وهذا يسبب فشلها في استقبال البويضة إلى داخل القناة ويمكن أن يكون هذا نتيجة التهابات أو بسبب مرض البطانة الرحمية (Endometriosis).
ج- الالتصاقات نتيجة العمل الجراحي لإحدى القناتين، وأسبابه تكون نتيجة:
1- الحمل خارج الرحم.
2- نتيجة جراحة لأعضاء الحوض المجاورة أو نتيجة التهابات في الأعضاء المجاورة مثل التهاب الزائدة الدودية.
د- قصر القناتين: حيث قد تكون القناة أقل من 4سم.
ه-أورام تصيب قناة فالوب أو المبيض وتؤثر على عمل قناتا فالوب.
5-خلل في وظيفة المبيض (Ovulatory Dysfunction)واسابه اما ان تكون نتيجة تكيسات على المبيض (متلازمة تكيس المبايض)، الذي يكون مصاحباً أحياناً ببعض الأعراض عدا اضطراب عملية التبويض والدورة الشهرية وتأخر الحمل، إن سيدة واحدة من كل 5 سيدات كمعدل، يمكن أن يكون لديها متلازمة تكيس المبايضPolycystic) (Ovary. ويكون عدد الحويصلات في كلا المبيضين أكثر من العدد الطبيعي.. إن سبب هذا المرض مازال غير معروف تماما، وقد يكون لعامل الوراثة سببه، ويمكن أن يحدث في أي سن.واعراضه هي:.
1- اضطراب الدورة الشهرية مع اضطراب عملية الإباضة.
2- ارتفاع نسبة هرمون الذكورة (Testosterone) الذي يفرز في الأنثى عادة بكميات قليلة.من الغدد الكظرية (Adrenal Gland) الغدد الدرقية Thyroid Gland التي تفرز هرموني T3 & T4. إن زيادة إفرازها نتيجة الإصابة بأمراضٍ مختلفة تعمل على إعاقة إفراز الهرمون الأنثوي اللازم لتكوين الحويصلات وقلة إفرازها يزيد في إفراز هرمون الحليب.
3- تكرار الإجهاض: وسببه ارتفاع هرمون LH. والذي قد يعيق نضوج البويضة أو اندماج الجنين في بطانة الرحم ليكتمل نموه.إن هذا الاختلال يجعل المبيض غير قادرٍ على إفراز الهرمونات بالطريقة الصحيحة مما يؤدي إلى اضطراب الدورة الشهرية وتأخر الحمل.
4- ارتفاع بسيط في هرمون الحليب في بعض الأحيان.
ب- فشل المبيض في عمله الطبيعي للأسباب التالية:-
1- فشل المبيض قد يكون سببه العمر وبلوغ سن اليأس.
2- قصور المبيض الاولي.و هو عبارة عن حدوث اضطراب أو انقطاع في الدورة الشهرية لدى المرأة قبل سن اليأس.
أ- خلل خلقي واسبابه هي:
1- خلل في الجينات، واسبابه تتمثل في:-
- - عدم تكون المبيضين.
- - تسارع فقد البويضات لأسباب وراثية.
- - حدوث انتهاء عمل المبيض المبكر نتيجة خلل وراثي.
- - خلل في الكروموسومات.

2- خلل خلقي في الأنزيمات (17a- Hydroxylase Deficiency- Galactosemia)
ب- التعرض لمؤثرات معينة.مثل التعرض للإشعاع بكميات كبيرة-التعرض لمواد كيماوية كالتي تستعمل في علاج السرطانات chemotherpeutic Agents.- فيروسات مثل النكاف.- التدخين.
ج- أسباب تتعلق بجهاز المناعة.
د- انعدام أو خلل في مستقبلات هرمونات F.S.H، L.H في المبيض.
هـ- أسباب غير معروفة ومجهولة أو وجود مضادات للمبيض.
و- اسئتصال المبيض جراحيا.
3- فشل فسيولوجي لعمل المبيض.مثل نقص في إفراز الجسم الأصفر لهرمون البروجسترون أو عدم انفجار الحويصلة المحتوية على البويضة.
ج - خلل في عمل الغدة النخامية.
4- نقص في إفراز هرمون الجونادوتروبين (أو بروتين سكري الهرمونات) (LH & FSH Gonadotrophin Deficiency)
د- خلل في عمل غدة الهيبوثالاموس(Hypothalamic Failure) واسباب الخلل في الغدة اما ان تكون في:
- - فقدان الوزن بسرعة شديدة وبكمية كبيرة أو العكس أي زيادة في الوزن بسرعة شديدة وبكمية كبيرة.
- - إجراء التمارين الرياضية الشاقة والمرهقة.
- - الشد العصبي والنفسي الشديد.
- - التعرض إلى كمية كبيرة من الإشعاعات.
- - تناول الأدوية التي قد تسبب تلف في خلايا الغدة.
- - وجود ورم في الغدة.

هـ- أسباب ناتجة عن أمراض الغدد الأخرى. مثل غدة البنكرياس / الغدة الكظريه.
6-أسباب غير مفسرة.وهذا يكون في الشريكين، حيث قد يكونان سليمين بالفحص الطبى ومع ذلك لا يحدث الحمل.
7- أسباب نفسية: أن التعب والإجهاد في العمل وتقلب حالات الطقس من العوامل التي تؤدي إلى نقص في إنتاج الحيوانات المنوية عند الرجل. ولكن مع ذلك فإن الأدلة ليست قوية على تأثر العوامل العاطفية والذهنية على إنتاج الحيوانات المنوية. ولكن كلَّ رجل يدرك تماماً أن قدرته الجنسية تتحكم فيها العوامل والأسباب العاطفية، وقد ينجح العلاج النفسي في علاج حالات القذف السريع وحالات انعدام القذف عند الرجل وحالات عدم الانتصاب، وقد أوضح العلماء أنّ خير من يساعد الرجل في علاج مثل هذه الحالات هي شريكته.
أما العوامل النفسية التي تؤثر على المرأة فقد تكون عوامل تؤدي إلى فشل الاتصال الجنسي أو إلى عدم المقدرة على إنتاج البويضة، أو حالات الكبت الجنسي. ومع تقدم الطب النفسي أصبح التعامل مع مثل هذه الحالات سهلاً نسبياً.
وهناك بعض الافتراضات التي تفسر تأخر حدوث الحمل بسبب القلق والتوتر والذين قد يحدثان تغيير في بعض الإفرازات الداخلية كقلة الإفراز في عنق الرحم. وقد يؤدي التوتر إلى تقلص عضلات الجسم كعضلات جدار قناة فالوب. فتصاب بانقباض تشنجي يسد فتحتها، وقد تتقلص عضلات المهبل بحيث تجعل عملية الجماع مؤلمة وغير مستحبة Dyspareunia.وكذلك قد يكون تأثير التوتر على الهيبوثالاموس Hypothalamus وبالتالي على المبيض.

## التشخيص
من الممكن ان يكون سبب العقم عند النساء غير قابل للتشخيص، لكن هناك الكثير من العلاجات للاضطرابات المختلفة. لا يكون العلاج ضروريا دائما، لان نحو نصف الأزواج الذين يعانون من العقم (أو نقص الخصوبة)، ينجحون بالانجاب بعد سنتين من المحاولة وبالفحص السريري والتصويري والمخبري يتم في كثير من الأحوال الكشف عن اسباب العقم

### الفحوصات والتشخيص التي تجرى للمرأة
- تحري الإباضة Ovulation testing: يجرى فحص دموي في بعض الحالات لقياس مستويات الهرمونات لمعرفة فيما لو كانت الإباضة تحدث أم لا.
- تصوير الرحم والبوقين الظليل Hysterosalpingography: يقيم هذا الإجراء سلامة الرحم ونفيري فالوب، ويتم ذلك بحقن سائل في الرحم ومن ثم تؤخذ صورة بسيطة لتحديد أي مشكلة في جوف الرحم وضمان مرور السائل عبر قناتي فالوب، وغالباً ما يمكن تحديد الانسدادات أو الاضطرابات الأخرى والتي قد يتم علاجها جراحياً.
- تنظير البطن Laparoscopy: يجرى تحت التخدير العام، وهو يتضمن إجراء شقوق جلدية صغيرة تحت مستوى السرة ومن ثم إدخال أداة تنظير صغيرة لفحص قناتي فالوب والمبيضين والرحم عيانياً.

أشيع الاضطرابات التي يتم وضع تشخيصها عن طريق تنظير البطن هي الانتباذ البطاني والتندبات، كما يمكن للطبيب أن يقوم بتحري الانسداد أو الشذوذات في نفيري فالوب والرحم.

## العلاج
1- عملية الكي بواسطة ناظور البطن لعلاج مرض البطانة الرحمية (بواسطة أشعة الليزر أما التشخيص فيكون عادة بواسطة عملية التنظير وإذا وجدت الالتصاقات أثناء عملية التنظير فيمكن إزالتهاLaparoscopy
يتم ذلك عن طريق فتح البطن حيث يتم كيّ بطانة الرحم الموجودة في المناطق غير الطبيعية وتوسيع فتحة قناة فالوب، وكذلك معالجة مشاكل قناة فالوب سواء باستئصال الجزء المغلق فيه وإعادة ربط جزئيه المفتوحين Reanastamosis، وكذلك إزالة الالتصاقات Salpingolysis & Salpingostomy ونتائج هذه العمليات في حالة توسيع قناة فالوب تعطي نجاحاً بمعدل 35% وفي حالة إصلاح انسداد منطقة اتصال قناة فالوب بالرحم Cornula Obstruction حوالي 55-60% وفي حالة اسئتصال الجزء المسدود من وسط أنبوب الرحم وإعادة إيصال جزئي القناة المفتوحتين Reconstruction تعطي نتائج بمعدل 80%. وعندما لا يكون هناك التصاقات أو مشاكل أخرى يجرى توسيع منطقة اتصال قناة فالوب بالرحم Cornula Dilatation عن طريق تمرير أنبوب خاص من عنق الرحم عبر تجويف الرحم، ثم إلى الفتحة الموصلة بين الرحم وقناة فالوب لفتحها، أما عندما يكون هناك كيس دم متجمع على المبيض مثلاً يجب تفريغ هذه الكيس جراحياً، ولكن قبل ذلك يُفضل بعض الأطباء إعطاء دواء خاص يساعد على تقليص حجم الكيس والتجمع الدموي داخله، وبعدها يزال الكيس والكبسولة المحيطة به. وغالباً ما تحتاج حالات Endometriosis إلى علاج طبي وجراحي، مثلاً لأنه ثبت أن هناك كثير من الحالات بمجرد إيقاف الدواء قد تعود الحالة إلى سابق عهدها ونتائج كل هذه الحالات عادة جيدة جداً إذا كان التشخيص صحيحاً والعلاج فورياً حسب احتياج الحالة وقرار الطبيب المعالج.
2-علاج الالتهابات المزمنة في منطقة الحوض Chronic PID.عندما تؤدي إلى التصاقات يكون علاجها مشابها لعلاج حالات مرض البطانة الرحمية، أي إزالة الالتصاقات وإصلاح أي خلل في قناة فالوب حسب نوع الخلل ومحله.
3- علاج الأكياس الصغيرة في المبيض لا يحتاج عادة إلى علاج لأنها تختفي وتظهر غيرها تلقائياً، ولكن عندما يصل قطر الكيس مثلاً إلى 50 ملم قد يحتاج إلى تدخل جراحي، حيث يتم استأصاله.
4-العلاج عن طريق الأدوية التي تحفز وتساعد في عملية الإباضة، وهذه تؤخذ إما بشكل حبوب أو إبر تقرر من قبل الطبيب المعالج وحسب الحالة والحاجة. وهناك طريقة حديثة لتصحيح عمل المبيض وتمكينه من الاباضة بواسطة المنظار Laparoscopic Ovarian Diathermy وقد أثبتت التجارب والبحوث العلمية أن هذه الطريقة أفضل بكثير من الطريقة التي كانت تُستخدم في الماضي، وهي إجراء عملية فتح بطن ثم استئصال جزء من المبيض Ovarian Wedge Resection، حيث تكون نسبة حدوث الالتصاقات بعد العملية هنا أكثر بكثير من إجراء المنظار Laparoscopy والتي بواسطتها يستطيع الطبيب المعالج النظر بشكل مباشر إلى المبيضين وإجراء ثقوب فيهما Mutilpe Drilling.
5- إجراء عملية الإخصاب خارج الرحم (I.V.F)، أي الإخصاب في زجاجة، أو الإخصاب في أنبوب اختبار، ومن هنا جاءت التسمية لطفل الأنبوب.
إن عملية الإخصاب خارج الرحم تعني أخذ بويضة أو أكثر من المبيض وإخصابها خارج الجسم، ثم إعادة البويضة المخصبة (الجنين) إلى رحم الأم عن طريق عنق الرحم أو إلى قناتي فالوب.
6-العلاج الهرموني: أي علاج الخلل الهرموني لعلاج الأعراض الجانبية مثل ازدياد الشعر، أو تساقطه.
7-العلاج النفسي. ويتم في تقديم النصح والإرشاد وبعض المهدئات للتقليل من التوتر والقلق.

## روابط خارجية
http://www.mayoclinic.com/health/female-infertility/DS01053
http://www.webmd.com/infertility-and-reproduction/guide/female-infertility
http://www.nlm.nih.gov/medlineplus/femaleinfertility.html
http://www.americanpregnancy.org/infertility/femaleinfertility.html
موقع طبيبي
منتديات انجاب